# Grotte di Castro
Grotte di Castro är en ort och kommun i provinsen Viterbo i regionen Lazio i Italien. Kommunen hade 2 605 invånare (2018).